# 최종선
최종선(1986년 7월 12일 ~)은 대한민국의 뮤지컬 배우, 드러머다. 2007년 《커피프린스 1호점 OST》로 드러머로 데뷔했으며, 2010년 뮤지컬 <마법사들>로 뮤지컬 배우로도 데뷔했다.

## 방송
- 더블 캐스팅 (2020) - Top12

## 수상
- 경원대학교 창작가요 가요제 은상